# ماي فورد تتش

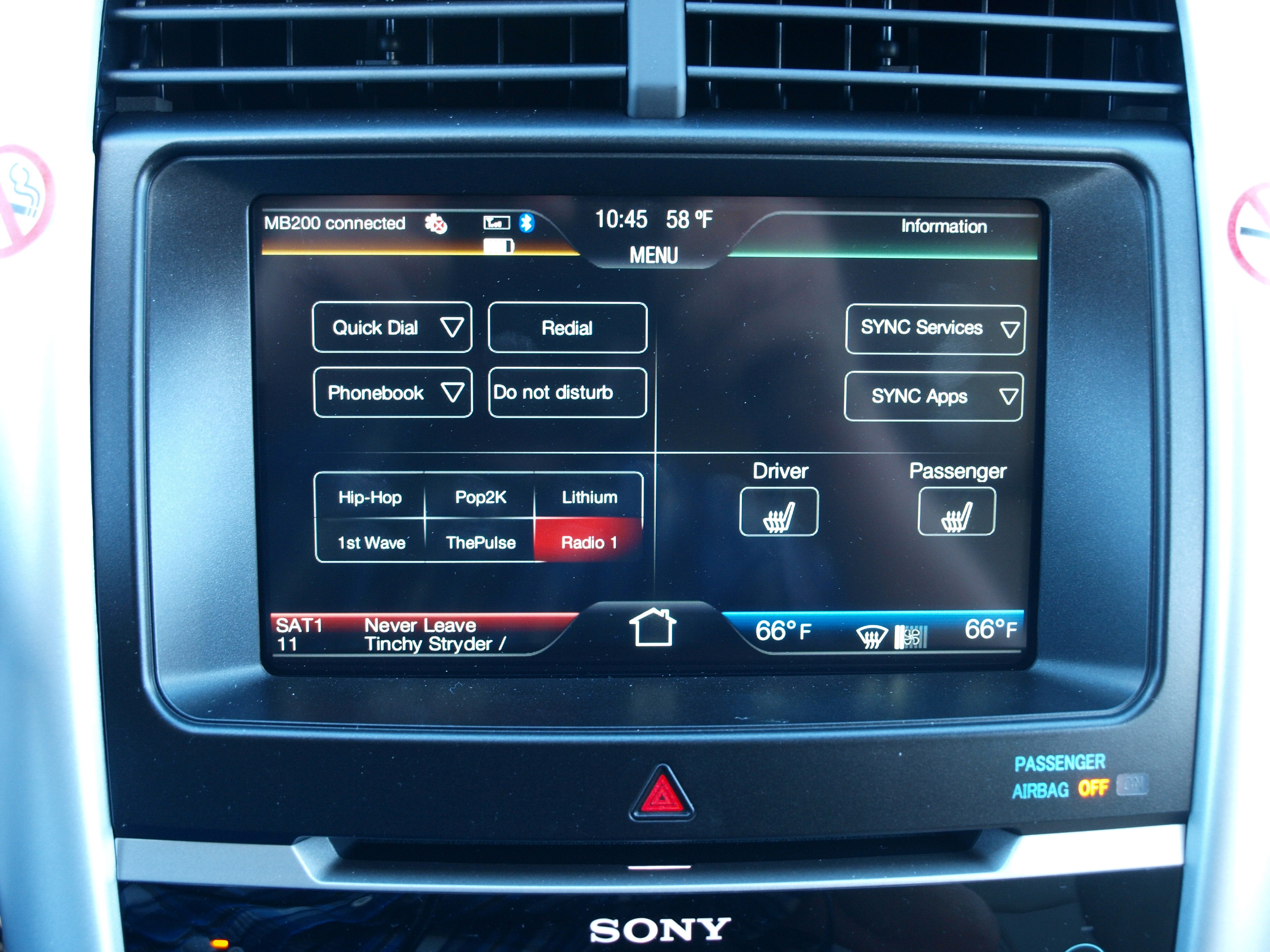
شاشة نظام ماي فورد تتش 8 بوصة لفورد إيدج 2011

ماي فورد تتش (بالإنجليزية: My Ford Touch)‏، هو نظام ترفيهي للسيارات فورد بني بالتعاون بين شركة فورد للسيارات وشركة مايكروسوفت. النظام مبني على نظام التشغيل مايكروسوفت أوتو 4.0. ويُعد الجيل الثاني من نظام فورد سينك. أعلن في يناير عام 2010، في معرض الالكترونيات (CES)، كانت بداية الاستخدام الفعلي له في سيارات فورد إيدج 2011 وكان يعاني من مشاكل تتعلق بالموثوقية ولم يتم حلها حتى منتصف عام 2012. وفي مارس عام 2012 أصدر ترقية للنظام يمكن لجميع عملاء فورد الحصول عليه بشكل مجاني بواسطة وكلاء فورد أو مجاناً عن طريق البريد. وكانت التحديثات الأولية للترقية 2012 مارس إيجابية إلى حد كبير، على الرغم من وجود بعض الثغرات.

## المكونات الأساسية للنظام
يتكون النظام من مكونات حسية وأخرى برمجية، والمكونات الحسية عبارة عن شاشة LCD بقطر 8 بوصة مدعمة بخاصية اللمس مثبتة في منتصف المقصورة الأمامية وشاشتين LCD ملونة بلوحة عدادات السائق بقطر 4.2 بوصة لكل واحدة، كما أن النظام يحتوي على منفذ قارئ بطاقات SD ومنفذين ل USB ومقبس فيديو مجموعة أزرار لتحكم بالنظام مثبتة على عجلة القيادة؛
وجزء برمجي يتكون من تطبيقات برمجية معتمدة على نظام التشغيل مايكروسوفت أوتو 4.0 تشمل نظام مزامنة الصوت المنشط الاتصالات ونظام الترفيه (في الولايات المتحدة الأمريكية فقط)مجاني ثلاث سنوات مدفوعة مسبقا تقديم تقارير صحة المركبة، وتقارير حركة المرور، وبرنامج الملاحة باستخدام خرائط GPS.[13].

## نظرة عامة على النظام
يمكن نظام ماي فورد تتش للسائق من التعامل وبشكل سهل مع الأجهزة الرقمية مثل الهواتف النقالة، والأجهزة اللوحية وأجهزة الوسائط الرقمية. ويمكن ربط هذه الأجهزة بالنظام إما بطريق الوصل المباشر بكيبل USB أو عن طريق تقنية البلوتوث. ويتم تنفيذ عدة عمليات من وإلى هذه الأجهزة وتشمل التحكم بأجهزة الراديو وإتصال البلوتوث واتصال الواي فاي. كما أن النظام قادر على استقبال الرسائل النصية وقراءة النص بصوت عال. ويمكن تنفيذ عمليات النظام بعدة طرق إما باستخدام الأوامر الصوتية أو بواسطة الشاشة الرئيسية المدعمة بخاصية اللمس أو من خلال الأزرار المثبتة بعجلة القيادة. [1]

## مميزات النظام
- الملاحة ومعلومات الحركة المرورية
  - تنبيهات الحركة المرورية.
  - برنامج الملاحة والمقدم من شركة تيليناف TeleNav.
- تقرير صحة المركبة:

يمكن للتقرير من الحصول على المعلومات من الإنترنت وتشمل معلومات الصيانة المجدولة ومواعيدها.
- نظام المسادة في الحالات الطارئة 911:

يقوم النظام بالإتصال تلقائياَ على 911 في حالة التصادم وعدم تمكن قائد المركبة بالقيام بذلك وتعمل هذه الخاصسة بالولايات المتحدة فقط.
- الإتصال بالإنترنت:

يمكن للنظام الاتصال بالإنترنت الخلوية أو اللا سلكية (واي فاي).
- دعم الوسائط المتعددة:

يدعم النظام الوسائط المتعددة عن طريق تزويده ب:
- - مخرجين USB 2.0 وقارئ بطاقات SD يمكنه من قراءة مشغلات MP3.
  - مدخل فيديو موصل آر سي أي
  - راديو AM/FM.
  - مشغل الأقراص المضغوطة جهاز سي دي.
  - إمكانية الربط بتقنية البلوتوث.

## روابط خارجية
- MyFord Touch Press Release
- 2011 Ford Edge Pricing Information
- MyFord Touch and MyLincoln Touch Owner Support